# Verónica Chappuzeau
Verónica Gómez Chappuzeau (Santiago de Chile, 3 de enero de 1970 -Casablanca, Valparaíso, 3 de julio de 2024) fue una cantante soprano y directora coral chilena.

## Biografía
Hija de Gloria Martha del Carmen Chappuzeau Sánchez y Fernando Eusebio Gómez Dölz. Fue la segunda de tres hermanos, Fernando Javier y Francisca Javiera Gómez Chappuzeau. Seleccionada nacional de atletismo en su juventud temprana.
Se formó como cantante lírica en la Pontificia Universidad Católica de Chile, para luego continuar sus estudios de canto en Italia y a su regreso con su maestro Marcelo Olivarí. Durante diez años fue la directora del Elenco Coral Lírico del Centro Cultural de San Antonio.
Falleció el 4 de julio de 2024 a los 54 años, en un accidente de tránsito en el kilómetro 19 de la Ruta F-962, Casablanca, Valparaíso.